# Harry Stiff
Harold Joseph (Harry) Stiff (Sudbury, 23 oktober 1881 - City of London, 17 april 1939) was een Brits touwtrekker. 
Stiff won samen met zijn collega's van de Londense politie tijdens 1920 olympisch goud in Antwerpen, door alle drie de wedstrijden met twee tegen nul te winnen.
1900: Aabye, Schmidt, Winckler, Nilsson, Söderström, Staaf ·
1904: Olson, Johnson, Seiling, Magnusson, Flanagan ·
1908: Barrett, Goodfellow, Humphreys, Hirons, Ireton, Merriman, Mills, Shepherd ·
1912: Andersson, Bergman, Edman, Fredriksson, Gustafsson, Jonsson, Larsson, Lindström ·
1920: Canning, Holmes, Humphreys, Mills, Sewell, Shepherd, Stiff, Thorn